# Djelika Coulibaly
Pour les articles homonymes, voir Coulibaly.
Djelika Coulibaly est une footballeuse internationale ivoirienne, née le 22 février 1984. Elle évolue au poste de défenseur.

## Biographie
Elle participe avec l'équipe de Côte d'Ivoire à la Coupe du monde 2015 organisée au Canada. Lors du mondial, elle joue deux matchs : contre la Thaïlande, et la Norvège.

## Palmarès
- Troisième du championnat d'Afrique féminin en 2014 avec l'équipe de Côte d'Ivoire